# Сени Боаз Албу
Сени Боаз Албу (фр. Cesny-Bois-Halbout) је насеље и општина у северној Француској у региону Доња Нормандија, у департману Калвадос која припада префектури Кан.
По подацима из 2011. године у општини је живело 622 становника, а густина насељености је износила 93,39 становника/km². Општина се простире на површини од 6,66 km². Налази се на средњој надморској висини од 192 метара (максималној 206 m, а минималној 115 m).

## Демографија
| 1962. | 1968. | 1975. | 1982. | 1990. | 1999. | 2011. |
| ----- | ----- | ----- | ----- | ----- | ----- | ----- |
| 421   | 456   | 475   | 539   | 617   | 632   | 622   |

График промене броја становника у току последњих година